# Тони, Лука
Лу́ка То́ни (итал. Luca Toni; род. 26 мая 1977[…], Павулло-нель-Фриньяно, Эмилия-Романья) — итальянский футболист, выступавший на позиции нападающего. Чемпион мира 2006 в составе сборной Италии.

## Биография

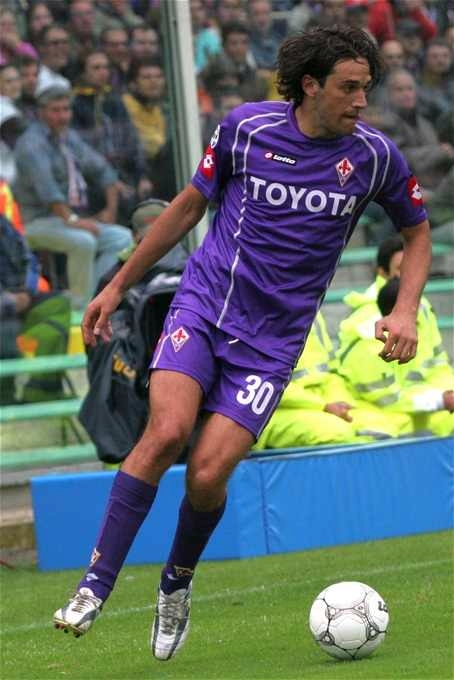
Лука Тони в составе «Фиорентины»

Родился 26 мая 1977 в провинции Модена. Первые шаги в профессиональном футболе 17-летний Тони начинал в команде «Модена», затем выступал за «Эмполи» в серии B, возвращался в серию C1. В сезоне 1999/2000 снова играл в серии B, в рядах «Тревизо». 15 забитых им мячей обратили на Тони внимание селекционеров клубов Серии A. Сначала он защищал цвета «Виченцы», а затем два сезона провёл в «Брешиа». В последний год пребывания в «Брешиа» дела у Тони не клеились, и он оказался на другом конце Италии на острове Сицилия, где хозяин «Палермо» Маурицио Дзампарини поставил перед клубом цель — подняться в серию A. У Дзампарини были средства, что позволило укрепить команду, и она оправдала возложенные на неё надежды. Прекрасно проведя сезон 2003/2004, «Палермо» завоевал путёвку в серию A, причём наибольший вклад в эту победу внёс новый бомбардир клуба Лука Тони, забивший 30 мячей. Не потерялся он и в серии A, забив 20 мячей, а его команда заняла 6 место. Говоря о карьере Тони, стоит отметить тренера Франческо Гвидолина, который сумел превратить Луку Тони из игрока среднего уровня в реального кандидата в сборную. Но летом 2005 года их пути разошлись. «Фиорентина» предложила за Тони 10 миллионов евро, от этого предложения небогатый сицилийский клуб просто не мог отказаться, и Лука стал игроком «фиалок». Тони с первого же тура нового сезона возглавил список бомбардиров серии A и кроме того поставил под угрозу ряд рекордов не только «Фиорентины», но самой серии A. Кто-то сравнивает Тони с Паулетой, кто-то с Коллером, сам же Лука Тони подчёркивает, что ещё с детства его идеалом нападающего был Марко ван Бастен, что стремился походить на него. Но такой игрок не мог долго задерживаться в таком среднем клубе, как «Фиорентина», и поэтому, когда поступило предложение от «Баварии», Лука долго не раздумывал. В «Баварии» сразу выделился в лидеры команды и в сезоне 2007/08 стал лучшим бомбардиром Бундеслиги (24 мяча) и Кубка УЕФА (10 мячей, совместно с Павлом Погребняком). Но после назначения на тренерский мостик Луи Ван Гала Лука потерял место в основе и был передан, на правах аренды, в «Рому».

## Карьера
Профессиональную карьеру начал в 1994 году в составе «Модены». Карьера футболиста была продолжена в «Эмполи» (1996), «Фьоренцуоле» (1997), «Лодиджани» (1998). После сезона в Серии B за «Тревизо» (1999). В 2000 году перешёл в «Виченцу» (этот сезон стал для него первым в Серии А).
В 2001 году играл в «Брешиа» бок о бок с Роберто Баджо. В 2003 году присоединился к «Палермо», с которым выиграл Серию B Чемпионата Италии, забив 30 мячей. В том же сезоне (в августе 2004 года) был впервые приглашён в сборную. Первый матч в составе национальной команды провёл против Исландии. В следующем сезоне забил 20 голов. С лета 2005 до лета 2007 выступал за «Фиорентину».

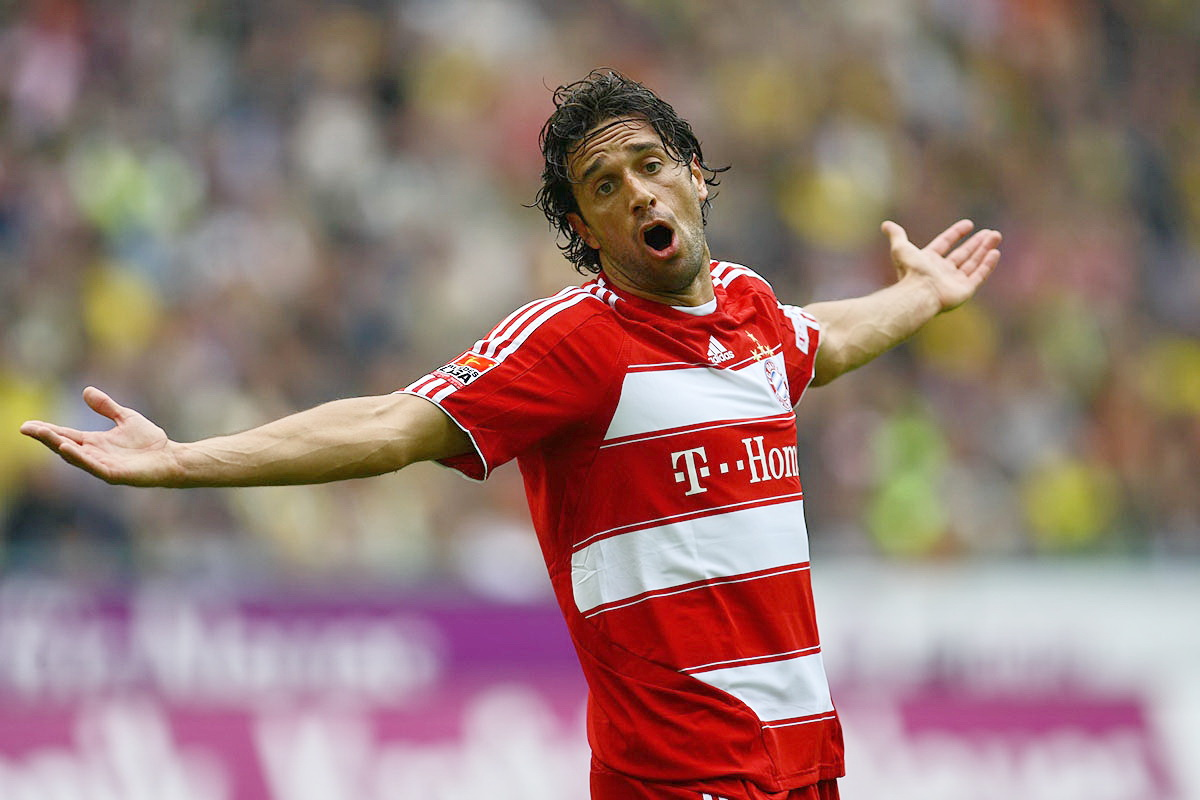
Тони в составе «Баварии»

28 апреля 2007 года подписал пятилетний контракт с «Баварией» и с сезона 2007/08 выступал за немецкий клуб. Но после прихода к рулю команды Луи ван Гала Тони всё меньше стал появляться в основе мюнхенцев. 31 декабря 2009 года было объявлено о переходе на правах аренды в клуб «Рома» до конца сезона.
30 июня 2010 года было объявлено о подписании Тони контракта с клубом «Дженоа», куда он перешёл на правах свободного агента. 1 июля в Музее истории «Дженоа» в рамках презентации новой формы генуэзской команды сезона 2010/11 состоялось представление форварда в качестве новичка «грифонов» 28 августа 2010 года дебютировал за rossoblu в выездном матче против «Удинезе». 19 сентября 2010 года в выездном матче против «Пармы» на 28-й минуте Тони забил свой первый гол за «Дженоа», реализовав одиннадцатиметровый.
7 января 2011 года перешёл в «Ювентус», подписав контракт до 2012 года. Сам Лука сказал: «Я очень рад. Сбылась моя мечта. Я действительно хотел перейти в этот клуб. Я отказался от больших денег, чтобы принять это предложение. Я покажу свою необходимость, забивая голы за „Ювентус“. Нельзя отказываться от такого шанса». 9 января 2011 года дебютировал за «Ювентус» в выездном матче против «Наполи». 13 января 2011 года уже во второй игре за «Юве» (против «Катании» в рамках Кубка Италии 2010/11) Тони получил травму правого колена. 5 февраля 2011 года в выездном матче против «Кальяри» Тони забил свой 100-й гол в серии А за карьеру и 1-й мяч за «Ювентус» (на 84-й минуте ударом головой с линии штрафной реализовал навес Андреа Барцальи с правого фланга). В этот же день, но на несколько часов ранее, рубеж в 100 голов в серии А за «Удинезе» преодолел другой итальянский бомбардир — Антонио Ди Натале.
30 января 2012 года было официально объявлено о переходе Тони в клуб из ОАЭ «Аль-Наср». 31 августа 2012 года подписал контракт с «Фиорентиной» сроком на 1 год.
Зимой 2012 года Тони заявил, что «Фиорентина» станет его последним клубом, в котором он будет играть, однако уже летом 2013 года игрок подписал контракт с «Вероной», которая в новом сезоне сыграет в серии А, сроком на 1 год. В дебютном матче за «Верону» оформил дубль, чем обеспечил победу над «Миланом». В конце сезона продлил контракт с клубом до 2016 года. В сезоне 2014/15 стал лучшим бомбардиром чемпионата Италии (вместе с Мауро Икарди). На счету обоих игроков по 22 гола. Завершил профессиональную карьеру футболиста по окончании контракта с клубом.

### Клубная статистика
| Выступление      | Выступление      | Выступление      | Чемпионат | Чемпионат | Кубки | Кубки | Конт-е | Конт-е | Прочие | Прочие | Итого | Итого |
| Клуб             | Лига             | Сезон            | Игры      | Голы      | Игры  | Голы  | Игры   | Голы   | Игры   | Голы   | Игры  | Голы  |
| ---------------- | ---------------- | ---------------- | --------- | --------- | ----- | ----- | ------ | ------ | ------ | ------ | ----- | ----- |
| Модена           | Серия C1         | 1994/95          | 9         | 3         | 0     | 0     | 0      | 0      | 0      | 0      | 9     | 3     |
| Модена           | Серия C1         | 1995/96          | 25        | 5         | 0     | 0     | 0      | 0      | 0      | 0      | 25    | 5     |
| Модена           | Итого            | Итого            | 34        | 8         | 0     | 0     | 0      | 0      | 0      | 0      | 34    | 8     |
| Эмполи           | Серия B          | 1996/97          | 3         | 1         | 0     | 0     | 0      | 0      | 0      | 0      | 3     | 1     |
| Эмполи           | Итого            | Итого            | 3         | 1         | 0     | 0     | 0      | 0      | 0      | 0      | 3     | 1     |
| Фьоренцуола      | Серия C1         | 1997/98          | 25        | 2         | 0     | 0     | 0      | 0      | 0      | 0      | 25    | 2     |
| Фьоренцуола      | Итого            | Итого            | 25        | 2         | 0     | 0     | 0      | 0      | 0      | 0      | 25    | 2     |
| Лодиджани        | Серия C1         | 1998/99          | 31        | 15        | 0     | 0     | 0      | 0      | 0      | 0      | 31    | 15    |
| Лодиджани        | Итого            | Итого            | 31        | 15        | 0     | 0     | 0      | 0      | 0      | 0      | 31    | 15    |
| Тревизо          | Серия B          | 1999/2000        | 35        | 15        | 0     | 0     | 0      | 0      | 0      | 0      | 35    | 15    |
| Тревизо          | Итого            | Итого            | 35        | 15        | 0     | 0     | 0      | 0      | 0      | 0      | 35    | 15    |
| Виченца          | Серия A          | 2000/01          | 31        | 9         | 0     | 0     | 0      | 0      | 0      | 0      | 31    | 9     |
| Виченца          | Итого            | Итого            | 31        | 9         | 0     | 0     | 0      | 0      | 0      | 0      | 31    | 9     |
| Брешиа           | Серия A          | 2001/02          | 28        | 13        | 4     | 1     | 0      | 0      | 0      | 0      | 32    | 14    |
| Брешиа           | Серия A          | 2002/03          | 16        | 2         | 0     | 0     | 0      | 0      | 0      | 0      | 16    | 2     |
| Брешиа           | Итого            | Итого            | 44        | 15        | 4     | 1     | 0      | 0      | 0      | 0      | 48    | 16    |
| Палермо          | Серия B/Серия A  | 2003/04          | 45        | 30        | 1     | 0     | 0      | 0      | 0      | 0      | 46    | 30    |
| Палермо          | Серия B/Серия A  | 2004/05          | 35        | 20        | 1     | 1     | 0      | 0      | 0      | 0      | 36    | 21    |
| Палермо          | Итого            | Итого            | 80        | 50        | 2     | 1     | 0      | 0      | 0      | 0      | 82    | 51    |
| Фиорентина       | Серия A          | 2005/06          | 38        | 31        | 3     | 1     | 0      | 0      | 0      | 0      | 41    | 32    |
| Фиорентина       | Серия A          | 2006/07          | 29        | 16        | 0     | 0     | 0      | 0      | 0      | 0      | 29    | 16    |
| Фиорентина       | Итого            | Итого            | 67        | 47        | 3     | 1     | 0      | 0      | 0      | 0      | 70    | 48    |
| Бавария          | Бундеслига       | 2007/08          | 31        | 24        | 4     | 5     | 11     | 10     | 0      | 0      | 46    | 39    |
| Бавария          | Бундеслига       | 2008/09          | 25        | 14        | 2     | 1     | 8      | 3      | 0      | 0      | 35    | 18    |
| Бавария          | Бундеслига       | 2009/10          | 4         | 0         | 2     | 1     | 2      | 0      | 0      | 0      | 8     | 1     |
| Бавария          | Итого            | Итого            | 60        | 38        | 8     | 7     | 21     | 13     | 0      | 0      | 89    | 58    |
| Рома (аренда)    | Серия A          | 2009/10          | 15        | 5         | 2     | 0     | 0      | 0      | 0      | 0      | 17    | 5     |
| Рома (аренда)    | Итого            | Итого            | 15        | 5         | 2     | 0     | 0      | 0      | 0      | 0      | 17    | 5     |
| Дженоа           | Серия A          | 2010/11          | 16        | 3         | 2     | 4     | 0      | 0      | 0      | 0      | 18    | 7     |
| Дженоа           | Итого            | Итого            | 16        | 3         | 2     | 4     | 0      | 0      | 0      | 0      | 18    | 7     |
| Ювентус          | Серия A          | 2010/11          | 14        | 2         | 1     | 0     | 0      | 0      | 0      | 0      | 15    | 2     |
| Ювентус          | Итого            | Итого            | 14        | 2         | 1     | 0     | 0      | 0      | 0      | 0      | 15    | 2     |
| Аль-Наср         | Премьер-лига     | 2011/12          | 8         | 3         | 0     | 0     | 3      | 0      | 0      | 0      | 11    | 3     |
| Аль-Наср         | Итого            | Итого            | 8         | 3         | 0     | 0     | 3      | 0      | 0      | 0      | 11    | 3     |
| Фиорентина       | Серия A          | 2012/13          | 27        | 8         | 1     | 0     | 0      | 0      | 0      | 0      | 28    | 8     |
| Фиорентина       | Итого            | Итого            | 27        | 8         | 1     | 0     | 0      | 0      | 0      | 0      | 28    | 8     |
| Верона           | Серия A          | 2013/14          | 34        | 20        | 2     | 1     | 0      | 0      | 0      | 0      | 36    | 21    |
| Верона           | Серия A          | 2014/15          | 38        | 22        | 1     | 1     | 0      | 0      | 0      | 0      | 39    | 23    |
| Верона           | Серия A          | 2015/16          | 11        | 3         | 0     | 0     | 0      | 0      | 0      | 0      | 11    | 3     |
| Верона           | Итого            | Итого            | 95        | 48        | 5     | 3     | 0      | 0      | 0      | 0      | 100   | 51    |
| Всего за карьеру | Всего за карьеру | Всего за карьеру | 573       | 266       | 26    | 16    | 24     | 13     | 0      | 0      | 623   | 295   |

по состоянию на конец сезона 2015/16

## Достижения

### Командные
Палермо
- Победитель Серии B: 2004

Бавария
- Чемпион Германии: 2007/08
- Обладатель Кубка немецкой лиги: 2007
- Обладатель Кубка Германии: 2007/08

Сборная Италии
- Чемпион мира: 2006

### Личные
- Лучший бомбардир Серии B: 2003/04
- Лучший бомбардир чемпионата Италии (2): 2005/06 (31 гол), 2014/15 (22 гола)
- Лучший бомбардир чемпионата Германии: 2007/08 (24 гола)
- Обладатель «Золотой бутсы»: 2006
- Лучший бомбардир Кубка УЕФА: 2007/08
- Футболист года в Италии по версии Guerin Sportivo: 2006
- Входит в символическую сборную года по версии European Sports Media: 2005/06
- Входит в состав символической сборной года Серии А: 2014/15
- Член символической сборной чемпионата мира 2006
- Лауреат премии Гаэтано Ширеа: 2015
- Введён в зал славы клуба «Фиорентина»[29]